# Авангард (стадіон, Звягель)
Стадіон «Авангард» — багатофункціональний стадіон у місті Звягель Житомирської області. На стадіоні проводяться матчі чемпіонату Житомирської області. Домашня футбольна арена футбольного клубу «Звягель».

## Історія
До початку Другої світової війни на території стадіону знаходився цвинтар. Після звільнення міста від нацистських військ на його території більшовики проводили сільськогосподарські ярмарки. Під час будівництва стадіону знаходили рештки німецьких воїнів.
У жовтні 2012 року на стадіоні встановили нові, сучасні бігові доріжки із синтетичного матеріалу — рекортану. Доріжка має довжину 400 метрів, а ширину — 5 метрів. Придатна для проведення спортивних змагань у різні пори року. 
У квітні 2018 року проводився косметичний ремонт стадіону.
У травні 2020 року завершилися ремонтні роботи. Частково відремонтували бігову доріжку та нанесли на неї розмітку, відремонтували огорожу на міні-футбольному майданчику, а також закріпили протиударну сітку, побілили всю огорожу міського стадіону, та придбали електронне табло.

## Команди
Окрім легкоатлетичних змагань на стадіоні проводяться й футбольні матчі. Зокрема, в чемпіонаті Житомирської області виступала однойменна команда, яка до 2018 року проводила домашні поєдинки на вище вказаному стадіоні. Також на цьому стадіоні з 2016 року по нинішній час, приймає домашні матчі футбольний клуб «Звягель». Футбольні вболівальники тоді ще Новограда-Волинського з 2016 по 2018 рік мали змогу побачити на цьому стадіоні «новоградське дербі», яке відбувалось у рамках Чемпіонату області з футболу. З травня 2018 року по кінець серпня 2019 року — домашній стадіон житомирського «Полісся», на якому команда грала поєдинки Другої ліги України.